# Wachenheimer Gerümpel
Gerümpel heißt eine Weinlage bei der Stadt Wachenheim an der Weinstraße (Rheinland-Pfalz). Ihre Rebfläche umfasst 12,8 ha.

## Lage, Klima, Böden
Das Gerümpel gehört zum Anbaugebiet Pfalz und hier zum Bereich Mittelhaardt-Deutsche Weinstraße. Es handelt sich um eine Einzellage, die zur Großlage Forster Mariengarten gehört. Sie befindet sich vollständig auf der Gemarkung von Wachenheim an der Weinstraße. Die Höhenlage reicht von etwa 125 bis 149 m ü. NHN; das Gelände hier ist zu 20 % hängig, zu 80 % flach.
Die Böden des Gerümpels bestehen aus Lehm und lehmigem Sand, sie sind stellenweise durchsetzt mit mergeligem Ton. Der Pfälzerwald im Westen schützt in seinem Lee das Gerümpel vor Niederschlägen.

## Name
Die Erstnennung des Namens war im Jahr 1429 „In dem Crumpel“. Der Name ist möglicherweise auf den einen Personennamen zurückzuführen – 1499 gab Philipp von Bechtolsheim die Gewanne an einen Vetter namens Grympel von Bechtolsheim ab. Einer anderen Erklärung zufolge könnte die Bodenart – krümeliger Lettenboden – bei der Namensbildung eine Rolle gespielt haben.
Eine weitere Weinlage mit dem Namen „Gerümpel“ gibt es bei der benachbarten Gemeinde Friedelsheim.